# ويليام ميخائيل كوك
ويليام ميخائيل كوك هو محامي وسياسي أمريكي، ولد في 16 يوليو 1815 في روتليدج في الولايات المتحدة، وتوفي في 6 فبراير 1896 في ناشفيل في الولايات المتحدة. نشط حزبياً في حزب اليمين. وقد انتخب عضو مجلس نواب تينيسي ‏ وانتخب عضو مجلس النواب الأمريكي ‏.